# Comanja
Comanja es una localidad del estado mexicano de Michoacán. Es parte del municipio de Coeneo.

## Toponimia
El nombre «Comanja» proviene del purépecha: cuman. Su significado es «Curtir».

## Demografía
| Gráfica de evolución demográfica |
|                                  |

| Censo | Población |
| ----- | --------- |
| 1900  | 709       |
| 1910  | 633       |
| 1921  | 1 372     |
| 1930  | 864       |
| 1940  | 806       |
| 1950  | 1 049     |
| 1960  | 1 327     |
| 1970  | 1 433     |
| 1980  | 1 506     |
| 1990  | 1 545     |
| 2000  | 1 462     |
| 2010  | 1 495     |
| 2020  | 1 661     |